# Dévots
Dévots var en vanlig benämning på en lös åsiktsgruppering i Frankrike från 1600-talets början fram till franska revolutionen. 
Det var ursprungligen en del av den katolska motreformationen i Frankrike, och stod fortsatt för en nostalgi för kristen enighet i katolsk form, och ett motstånd mot protestantismen och de liberala värderingar som kunde gynna religionsfrihet.